# Sacramentaire de Robert de Jumièges
Le sacramentaire de Robert de Jumièges, également appelé missel de Robert de Jumièges ou sacramentaire de Winchester, est un manuscrit enluminé du premier quart du XIe siècle. Il est conservé à la Bibliothèque municipale de Rouen sous la cote Y.006 ou 0274.
Il s'agit d'un sacramentaire décoré de treize illustrations en pleine page dans le style de l'école de Winchester. Produit dans le sud-est du royaume d'Angleterre, peut-être à Cantorbéry, il est offert à l'abbaye de Jumièges, en Normandie, par le prélat Robert Champart entre 1044 et 1051, à l'époque où celui-ci est évêque de Londres.
Son texte a été édité en 1896 par H. A. Wilson pour la Henry Bradshaw Society (en).